# 细柳街道
细柳街道，是中华人民共和国陕西省西安市长安区下辖的一个乡镇级行政单位。

## 行政区划
细柳街道下辖以下地区：
祝秦路社区、东庙村、下店村、蒲杨村、训善村、石羊村、东渠村、西渠村、杨柳村、晨光村、李家桥村、蔡村、大羊村、南三角村、北三角村、孙家湾村、南等驾坡村、中等驾坡村、北等驾坡村、肖里村、西庙村、姜仁村、徐家寨村、义井寨村、石匣口村、荆寺一村、荆寺二村、普贤寺村、小兆村和杨庄村。